# 1396

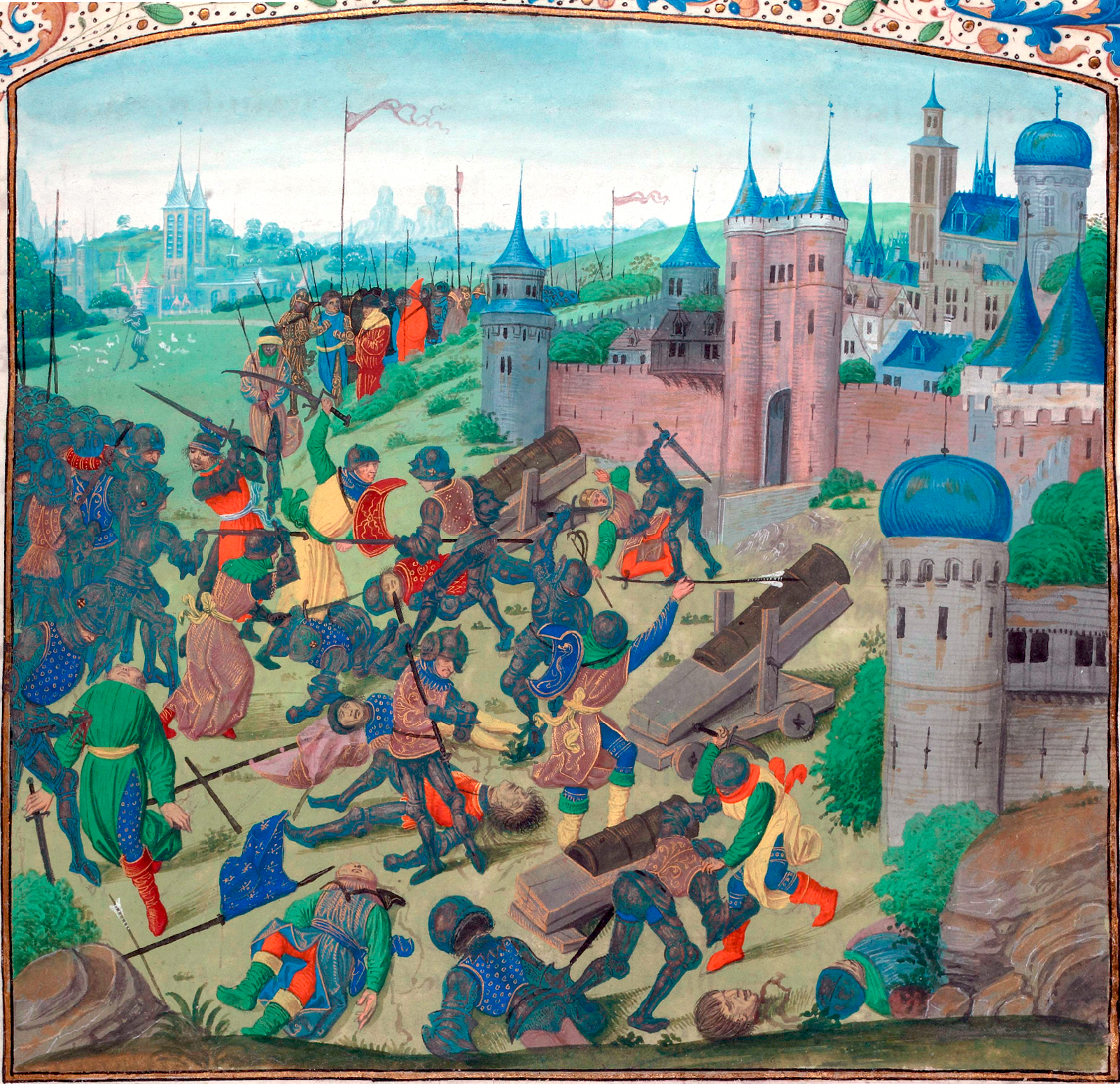
Slag bij Nicopolis

Het jaar 1396 is het 96e jaar in de 14e eeuw volgens de christelijke jaartelling.

## Gebeurtenissen
januari
- 13 - Jan van Gent trouwt met zijn minnares Katherine Swynford.

april
- april - In Vietnam wordt papiergeld uitgegeven.

augustus
- 27 - De eerste steen wordt gelegd van het kartuizerklooster Certosa di Pavia.
- 29 - Albrecht van Beieren, graaf van Holland, in een veldtocht tegen de Friezen, verslaat dezen in de Slag bij Schoterzijl.

september
- 25 - Slag bij Nicopolis: De Ottomanen onder Bayezid I boeken een vernietigende overwinning op de Hongaren en een westers kruisvaardersleger. Onder meer Jan zonder Vrees en Engelram VII van Coucy worden gevangengenomen.
  - De Ottomanen veroveren Vidin, waarmee het Tweede Bulgaarse Rijk tot een einde komt.

oktober
- 31 - Richard II van Engeland trouwt met Isabella van Valois, de zesjarige dochter van Karel VI van Frankrijk.

zonder datum
- Jacobus I van Cyprus wordt titulair koning van Armenië.
- Anhalt-Köthen-Zerbst wordt verdeeld in Anhalt-Zerbst onder Sigismund I en Anhalt-Köthen/Dessau onder Albrecht IV
- De Universiteit van Zadar wordt gesticht.
- oudst bekende vermelding: Ooijen

## Kunst en literatuur
- Geoffrey Chaucer: Lenvoy de Chaucer a Bukton (geschat jaartal)

## Opvolging
- Aragon - Johan I opgevolgd door zijn broer Martinus I
- aartsbisschop van Canterbury - William Courtenay opgevolgd door Thomas Arundel
- Generalitat de Catalunya - Michiel van Santjoan opgevolgd door Alfons van Tous
- Malta - Artale II Alagona opgevolgd door Raimondo III Moncada
- Saluzzo - Frederik II opgevolgd door Thomas III
- Orde van Sint Jan - Juan Fernández de Heredia opgevolgd door Filibert de Naillac

## Afbeeldingen

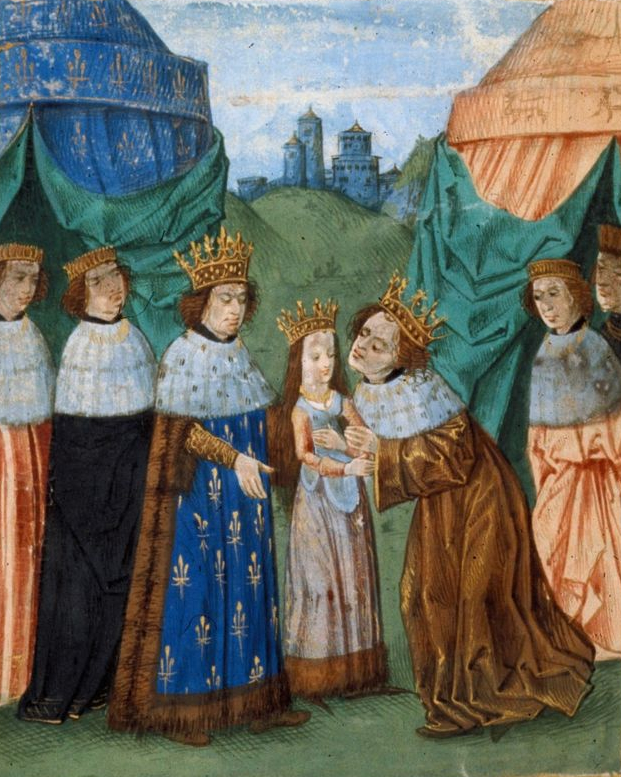
Karel VI geeft zijn dochter aan Richard II tot bruid
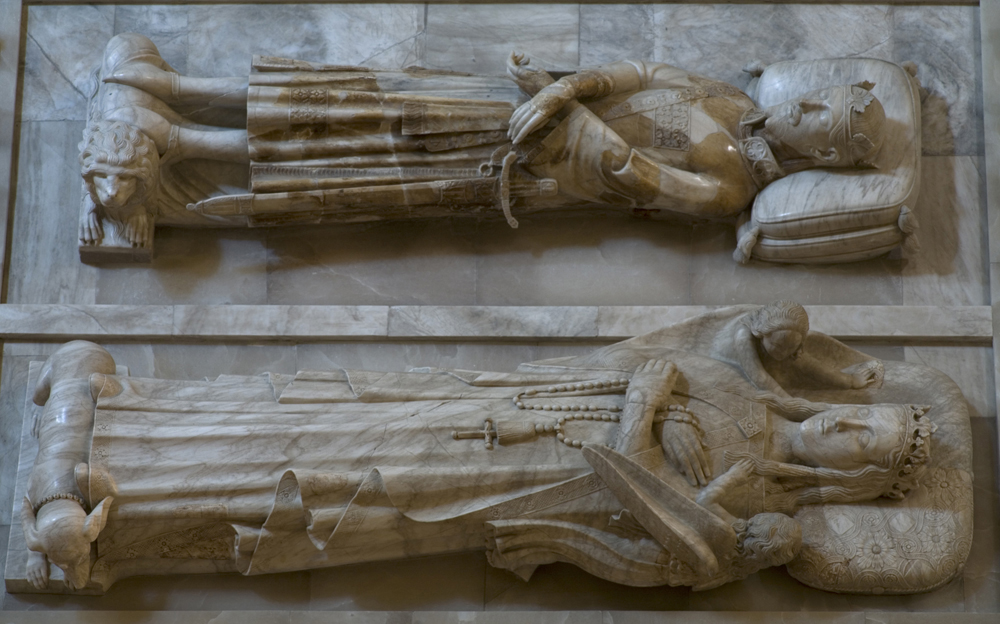
graftombe van Johan I van Aragon en zijn echtgenote Yolande van Bar

## Geboren
- 26 mei - Jan van Freiburg, Duits edelman
- 31 juli - Filips de Goede, hertog van Bourgondië (1419-1467)
- 16 oktober - William de la Pole, Engels edelman en staatsman

zonder datum
- Jan van Heinsberg, bisschop van Luik
- Alfons V, koning van Aragon (1416-1458) en Napels (1442-1458)
- Giannozzo Manetti, Italiaans filosoof

## Overleden
- 1 maart - Jan van Görlitz (25)
- 24 maart - Walter Hilton, Engels mysticus
- maart/april - Otto van Arkel (~65), Hollands edelman
- 19 mei - Johan I (45), koning van Aragon (1387-1396)
- 31 juli - William Courtenay (~54), aartsbisschop van Canterbury
- 20 augustus - Marsilius van Inghen, Nederlands filosoof
- 3 november - Gijsbrecht II van Nijenrode (~65), Hollands edelman

zonder datum
- Jan van Cadzand, Nederlands legerleider
- John Beaumont (~35), Engels legerleider
- Juan Fernández de Heredia (~86), grootmeester van de Orde van Sint Jan
- Willem van Guimerà, Aragonees Hospitaalridder en staatsman